# Anna Iwanek
Anna Iwanek (ur. ok. 1990) – polska piosenkarka.

## Kariera
Wraz z Piotrem Cugowskim i Riyi Sokół była wykonawczynią piosenki „Miasto", stworzonej na potrzeby filmu Miasto 44. W 2015 ukazał się album pt. Wir, który nagrała wspólnie z Pablopavo i Praczasem.
W 2024 wygrała 15. edycję The Voice of Poland. 13 czerwca 2025 podczas LXII Krajowego Festiwalu Piosenki Polskiej w Opolu, wzięła udział w konkursie Premier, który wygrała, uzyskując nagrodę jury za wykonanie piosenki „Nie dla nas”.

## Dyskografia
- Wir (2015)